# Brest (Hviderusland)
 For alternative betydninger, se Brest (flertydig). (Se også artikler, som begynder med Brest)
Brest (tidligere også Brest ved Bug eller Brest-Litovsk; hviderussisk: Брэст, tr. Brest; russisk: Брест, tr. Brest; polsk: Brześć nad Bugiem eller Brześć Litewski) er en by i Hviderusland med 346.061 (2025) indbyggere ved grænsen til Polen modsat byen Terespol hvor floden Vestlige Bug løber sammen med Mukhavets. Byen er administrativt center i Brest voblast. I omegnen findes rester af den gamle zaristiske Brest-fort, der spillede en væsentlig rolle i modstanden mod Nazi-Tysklands invasion under Operation Barbarossa i 1941 under 2. verdenskrig.
Placeringen ved den vigtige jernbanelinje, der forbinder Berlin og Moskva, og det interkontinentale motorvejsnet (Europavej E30), gjorde Brest til den vigtigste grænseovergag i sovjettiden efter 2. verdenskrig. I dag er byen det vigtigste transportknudepunkt mellem Fællesskabet af Uafhængige Stater og Den Europæiske Union, Hviderusland/Rusland og det øvrige Europa.
Springet i sporvidde i Brest, hvor den russiske brede sporvidde (1.520 mm) er forbundet den europæiske normalsporvidde (1.435 mm), har gjort Brest til verdens største rangerbanegård.

## Oprindelsen til navnet
Der er flere teorier om oprindelsen til byens navn. De mest almindelige er som følger:
- Fra slavisk beresta, der betyder birke-bark,
- Fra slavisk berest, der betyder elm,
- Fra litauisk brasta, der betyder vadested[3].

Byen var tidligere et center for jødisk lærdom, byens navn i jiddisch, er בריסק (tr. Brisk, dansk: ~ livlig), deraf udtrykket "Brisker", der bruges som betegnelse for tilhængere af den indflydelsesrige rabbinerfamilie Soloveitchik.

## Våbenskjold
Våbenskjoldet, der blev vedtaget den 26. januar 1991, er et himmelblåt skjold med en sølvfarvet spændt bue med en pil af samme farve. Brests første våbenskjold, der tildeltes af kong Sigismund II August i 1554, havde et rødt skjold.

## Historie

### Grundlagt af slaverne
Byen blev grundlagt af østslaverne og blev første gang nævnt i 1019 som "Berestye" i Kievriget i Nestorkrøniken da polakkerne indtog den. Byen, en af de ældste i det nuværende Hviderusland, var meget omstridt mellem de polske regenter (konger og fyrster af Masovien) og kievrigets prinser. I 1241 blev Brest lagt øde af mongolerne og blev ikke genopbygget før 1275.

### En del af Storfyrstendømmet Litauen
Fra 1349 var Brest en del af Storfyrstendømmet Litauen og i 1390 blev Brest den første by, der fik Magdeburgrettigheder i det nuværende Hviderusland. Dele af byen blev brændt af den Tyske Orden i 1379 og i 1409 var byen mødested for kong Władysław II Jagello, storfyrste Vitautas og tatarernes leder Dzala-ed-din på ærkebiskop Mikołaj Trąbas initiativ for at forberede krigen mod den Tyske orden. I 1410 mønstrede byen et kavalerikompagni, der deltog i på den sejrende polsk-litauiske unions side i slaget ved Grunwald. I 1419 blev Brest sæde for det nyoprettede Trakai voivodskab. I 1500 blev hele byen brændt ned under Krim-tatarernes angreb. I 1566, på kong Sigismund II Augustus dekret, blev Brest Litovsk voivodskab skabt. Efter oprettelsen af Lublinunionen i 1569 blev Brest en del af den polsk-litauiske realunion og omdøbt Brześć Litewsk.
Under personalunionen mellem den den polsk-litauiske realunion og Sverige regeret af kong Sigismund III Vasa (den polsk-svenske union) blev der afholdt en række møder i byen og i 1594 og 1596 var Brest vært for to bemærkelsesværdige samråd mellem den romersk-katolske kirkes og østlige ortodokse kirkes biskopper i regionen. Samrådet i 1596 beskæftigede sig med oprettelsen af de unerede kirker (også kendt som den hviderussiske græsk-katolske kirke i Hviderusland og ukrainske græsk-katolske kirke i Ukraine). I 1657 og igen i 1706 blev byen og borgen erobret af svenskerne under invasionerne af den polsk-litauiske realunion, den 13. januar 1660 invaderende Tsar-Russlands hær under Ivan Andreyevich Khovansky byen, indtog borgen ved et overraskelsesangreb om morgenen og dræbte de 1700 forsvarere og deres familier (ifølge den østrigske observatør kaptajn Rosestein). Den 23. juli 1792 blev et slag udkæmpet mellem regimenter fra Storfyrstendømmet Litauens här, der forsvarede byen, og den invaderende kejserlige russiske hær, den 19. september 1794 var området omkring Brest og Terespol skueplads for en sejrrig kamp (Slaget ved Brest) vundet af den invaderende kejserlige russiske hær under Suvorov over Kosciuszko-opstandens styrker under ledelse af Karol Sierakowski.

### Annekteret af det Russiske Kejserrige
Brest blev annekteret af Rusland da den polsk-litauiske realunion blev delt for tredje gang i 1795.
I årene 1836-1842 blev der bygget en stor fæstning (Brest-fortet) for at sikre den vestlige grænse af det Det Russiske Kejserrige hvor floderne Bug og Mukhavets løber sammen ved Brest. De senere moderniserede og udvidede anlæg skulle forhindre angreb på det indre af kejserriget. Fortanlægget var det største i det Russiske Kejserrige i 1800-tallet. For at muliggøre fortbyggeriet blev Brest "flyttet" cirka to kilometer mod øst. I praksis betød det næsten total ødelæggelse af den gamle by til fordel for de militære anlæg.
Byen blev erobret af den tyske hær i 1915 under 1. verdenskrig.

### Mellemkrigstiden
Den 9. februar 1918 blev "brødfreden" mellem Tyskland og Ukraine underskrevet i Brest. Et par uger senere, den 3. marts 1918, blev Brest-Litovsk-freden mellem Den Russiske Føderative Sovjetrepublik og centralmagterne underskrevet i Brest-fortet, der overførte Brest til tysk indflydelsessfære. I 1918 blev byen erklæret en del af den kortlivede Hviderussiske demokratiske republik, men i 1919 indtog Polen Brest. Under den polsk-sovjetiske krig skiftede byen hænder to gange og blev ved Riga-freden i 1921 underlagt Polen, der gjorde den til hovedsæde i det daværende Polesie voivodskab.
Fortet, der var blevet stærkt beskadiget under 1. verdenskrig, blev hovedkvarter for Polens 9. militær distrikt.
Efter de polske socialister i 1930 erklærede, at de ønskede at indføre demokrati og afsætte diktatoren Józef Pilsudskis regime blev omkring 70 oppositionspolitikere anholdt, heriblandt den tidligere polske premierminister Wincenty Witos og Wojciech Korfanty, og fængslet i Brest-fortet. Processen, som fandt sted fra oktober 1931 til januar 1932 i Warszawa, blev kaldt "Brestprocesserne" fordi systemkritikerne havde været fængslet i Brest. Elleve ledere af det polske socialistparti, medlemmer af bondebevægelsen og kristendemokraterne blev dømt til fængselsstraffe på mellem halvandet og tre år for påståede kupforberedelser.
Ifølge en russisk folketælling fra 1897 havde byen en jødisk befolkning på 30.000 ud af en samlet befolkning på 45.000. I 1931 var det jødiske befolkningstal faldet til 21.000 ud af 50.000 ifølge en polsk folketællingen
Under de anti-jødiske optøjer den 13. maj 1937 sårede polakker fra Brest 50 jøder og plyndrede eller ødelagde hundredvis af jødiske butikker.

### 2. verdenskrig
Under invasionen af Polen i 1939 blev byen forsvaret mod XIX Panzer Korps ledet af General Heinz Guderian af en lille garnison på fire infanteribataljoner under general Konstanty Plisowski. Den 17. september, efter fire dages hårde kampe, trak de polske styrker sig sydover, samme dag rykkede den Røde Hær ind i de områder af Hviderusland som Polen havde kontrolleret siden Riga-freden og tog kontrol med byen i overensstemmelse med Molotov-Ribbentrop-pagten. Den sovjetiske indmarch bliver fejret som "genforening af det vestlige Hviderusland med ”Den hviderussiske sosialistiske sovjetrepublik" i Hviderusland. Under den sovjetiske administration 1939-41 blev dele af den polske befolkning anholdt og deporteret til Sibirien og den sovjetiske republik Kasakhstan.

#### Forsvaret af Brest-fortet
Da Nazi-Tyskland den 22. juni 1941, under Operation Barbarossa, angreb Sovjetunionen var der hårde kampe om Brest-fortet, hvor hovedstyrken af 3.500 ordinære soldater fra den Røde Hær og NKVD-grænsevagter holdt ud til den 30. juni overfor ca. 20.000 wehrmachts angribere tilhørende blandt andet to infanteridivisioner og panserarmeen. Selv efter fortet var rapporteret indtaget efter tunge artilleri- og luftangreb, og med frontlinjen hundredvis af kilometer øst for Brest, fortsatte modstanden. Isolerede modstandslommer under jorden i de gamle kasematter i citadellet og Kobrin bastionen forsatte at kæmpe frem til august.
I løbet af de sidste dage ridsede forsvarerne denne inskription på væggene:

| Citat | "Vi vil dø, men vi vil ikke forlade fæstningen!" og "Jeg er ved at dø, men jeg vil ikke overgive mig. Farvel Moderland. 20.VII.41" | Citat |
|       | |       |

#### Drabet på Brest-jøderne
Brest jødiske samfund blev kraftigt reduceret under det nazistisk styre i 1942. Allerede i de første dage og uger af den tyske besættelse myrdede tyske officerer fra Polizei-Bataillons 307, under kommando af major Theodor Stahr omkring 4.400 mennesker i Brest, herunder omkring 4.000 jøder. Efter politietbataljonens afmarch ankom en enhed af Sicherheitspolizei under ledelse af SS Untersturmführer Schmidt til Brest. I følge indsatsgruppernes rapporter dræbte politifolkene den 5. august 1.280, den 9. august 510, den 18. august 1.296, 769 den 28. august og 9.548 personer i september 1941.
I december 1941 oprettede de tyske myndigheder en ghetto for jøder i Brest. Beboerne blev registreret og arkiverne i Brest oblast er en unik kilde: Mere end 12.000 ghettobeboere blev registreret i forbindelse med udstedelse af identitetskort. Arkivet indeholder personlige data, fingeraftryk og fotografi af hver enkelt. Fra den 15. til den 18. oktober 1942 blev ghettoen var "aufgelöst", dvs dens indbyggere myrdet. Nürnberg politikompagni, Sicherheitsdienst (SD), polsk Schutzmannschaft og Politibataljon 310 spærrede ghettoen af den 15. oktober og drev beboerne sammen. Under aktionen blev mange indbyggere dræbt på stedet. De overlevende blev ført til udryddelseslejren Bronnaya Gora omkring 110 km øst for Brest, hvor de blev skudt i løbet af de følgende dage. Det nøjagtige antal ofre er ikke kendt, men baseret på forskellige kilder er antallet af myrdede mellem 15.000 og 20.000. På grund af mangel på kilder og gerningsmændenes tavshed har det ikke kunne udredes hvilke enheder, der udførte mordene i Bronnaya Gora.

#### Den Røde Hærs befrielse af Brest
Den 28. juli 1944 befriede sovjetiske tropper byen og ifølge aftalerne ved Jaltakonferencen i februar 1945 blev Brests status som en del af den Hviderussisk Socialistiske Sovjetrepublik officielt anerkendt, hvorefter de fleste polske indbyggere udvandrede til Polen i løbet af 1940'erne og 50'erne.
Indtil 1953 lå krigsfangelejr 284 for tyske krigsfanger i Brest. Svært syge krigsfanger blev behandlet på hospital 5849.

## Transport
Brest spilleren en vigtig rolle som "Porten til Vesten" for transport fra Hviderusland. I byen er landets vigtigste jernbane- og motorvejsforbindelse til Polen. Den største del af den landbaserede trafik fra Vesteuropa via Tyskland og Polen til Hviderusland, Rusland og Centralasien går gennem byen.

### Vejtransport
Europavej E30, der går igennem Brest, forbinder Cork i Irland med Omsk øst for Ural i Rusland. E30 er ca. 5.800 km lang og passerer London, Hoek van Holland, Haag, Berlin, Warzawa, Minsk og Moskva. Via M58 og M60 er der vejforbindelse fra Omsk til Vladivostok ved Stillehavet. Den samlede strækning fra Cork til Vladivostok er over 12.000 km.

### Jernbanetansport
Ved den østlige grænse for den sædvanlige centraleuropæiske standardsporvidde (1435 mm) og den sædvanlige russiske sporvidde (1520 mm) øst for Bug er der en omfattende rangerbanegård. Alle persontog, der kommer fra Polen, får deres bogier udskiftet, for at køre gennem Hviderusland, og fragten bliver omlastet fra godsvogne med den ene sporvidde til godsvogne med den anden. Nogle arealer på Brest godsbanegård er stadig forurenet som følge af omladning af radioaktivt materiale under Sovjet-tiden, selv om oprydning har fundet sted. Brest Zentralny er den vigtigste banegård i Brest, hvorfra der to gange om dagligt er direkte tog til Berlin og Basel og en daglig afgang til Frankfurt am Main.

### Fly
Den lokale lufthavn har daglige flyafgange mellem 01:30 og 23:30 til blandt andet Minsk og ugentlige fly til Moskva og Novgorod.

## Seværdigheder
- Den mest berømte attraktion er det monumentale mindesmærke for forsvaret af Brest-fortet under Operation Barbarossa i juni 1941 i midten af museet Brest Heltefort i den vestlige udkant af byen.

### I Brest
- Museet i Brest Heltefort udstiller fortets historie om fortet fra anlæggelsen frem til opstilling af mindesmærket, med fokus på forsvaret af fortet i begyndelsen af den tysk-sovjetiske krig i 1941.
- Brests arkæologisk museum giver indblik i byens grundlæggelse. Museet blev bygget over udgravningen af den middelalderlige østslaviske by "Berestyes" og indeholder rester af omkring 30 træbygninger fra 1000 til 1200-tallet.
- Ved udfaldsvejen mod øst, Moskva chausse, blev Genopstandelseskirken grundlagt i 1995 for at markere 50-års årsdagen for Sovjetunionens sejr i 2. verdenskrig. Kirken er den største i Hviderusland. Mere end 5000 kan få plads samtidig.
- Brest har Hvideruslands vigtigste jernbanemuseum.

### Omkring Brest
- Brest ligger 70 km syd for Belaweschskaja nationalpark, som kom på UNESCOs Verdensarvsliste i 1992 efter kriterie VII[11] og er internationalt anerkendt som et Biosfærereservat under UNESCO's "Man and the Biosphere" program i 1993. I skoven blev Minsk-aftalen om at opløse Sovjetunionen underskrevet den 8. december 1991. Der arrangeres udflugter med hest og vogn ind i det indre af skoven. I parken er der et museum for "Bedstefar Frost", kendt som "Ded Moroz", den østslaviske julemand.
- Kamyanets, Hviderusland, der ligger på vejen fra Brest til nationalparken, har et enestående gammelt tårn bygget 1271-1289 som et grænseforsvar for fyrstendømmet Volhynien.
- Landsbyen Kosova, hvor Tadeusz Kosciuszko blev født, ligger i Brest-regionen og har et palads fra 1800-tallet.

## Venskabsbyer
Brest er venskabsby med:
| - Pleven, Bulgarien - Port-sur-Saône, Frankrig - Coevorden, Holland - Xiaogan, Kina - Biała Podlaska, Polen - Siedlce, Polen - Terespol, Polen | - Botoşani, Rumænien - Astrakhan, Rusland - Kovrov, Rusland - Moskva, Rusland - Nizjnij Tagil, Rusland - Orjol, Rusland - Petrozavodsk, Rusland - Sankt Petersborg (Nevski rajon), Rusland | - Tyumen, Rusland - Aleppo, Syrien - Schussental, Tyskland (Weingarten, Ravensburg, Baienfurt, Baindt, Berg) - Ivano-Frankivsk, Ukraine - Lutsk, Ukraine - Odessa, Ukraine |